# Monferran-Plavès
Monferran-Plavès (Montferran e Plavès en gascon) est une commune française située dans le sud du département du Gers en région Occitanie. Sur le plan historique et culturel, la commune est dans le pays d'Astarac, un territoire du sud gersois très vallonné, au sol argileux, qui longe le plateau de Lannemezan.
Exposée à un climat océanique altéré, elle est drainée par l'Arrats et par divers autres petits cours d'eau. La commune possède un patrimoine naturel remarquable composé de deux zones naturelles d'intérêt écologique, faunistique et floristique.
Monferran-Plavès est une commune rurale qui compte 107 habitants en 2022, après avoir connu un pic de population de 368 habitants en 1846.  Elle fait partie de l'aire d'attraction d'Auch. Ses habitants sont appelés les Monferranais ou  Monferranaises.

## Géographie

### Localisation
La commune de Monferran-Plavès est située dans le canton d'Astarac-Gimone et dans l'arrondissement de Mirande, entre les vallées du Gers et de l'Arrats.

### Communes limitrophes
Les communes limitrophes sont  Faget-Abbatial, Lamaguère, Ornézan, Seissan, Tachoires et Traversères.
| Ornézan | Traversères      | Faget-Abbatial |
| Seissan | Monferran-Plavès | Lamaguère      |
|         | Tachoires        |                |

### Géologie et relief
Monferran-Plavès se situe en zone de sismicité 2 (sismicité faible).

### Hydrographie

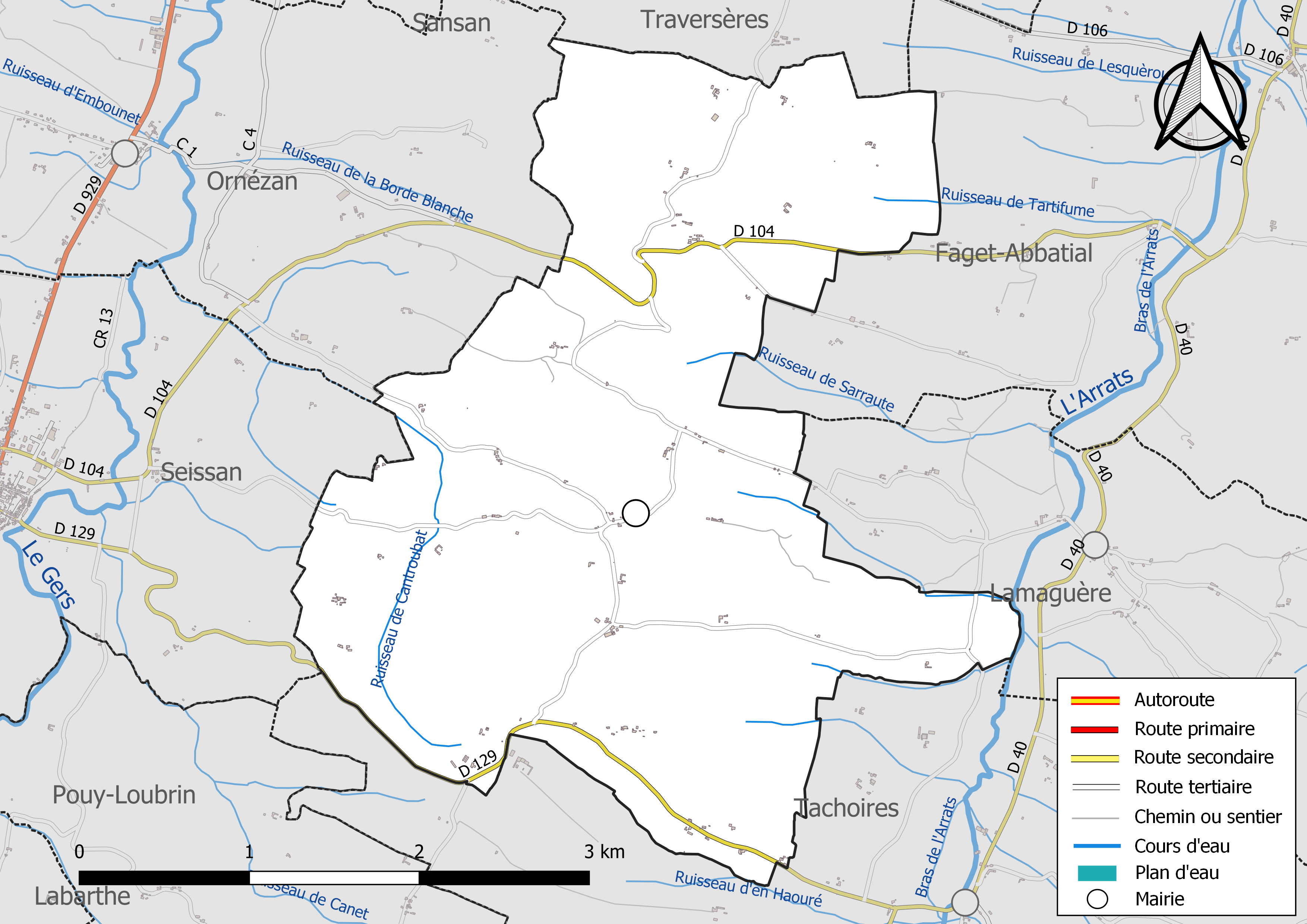
Réseaux hydrographique et routier de Monferran-Plavès.

La commune est dans le bassin de la Garonne, au sein du bassin hydrographique Adour-Garonne. Elle est drainée par l'Arrats, le ruisseau de Cantroubat, le ruisseau d'en Haouré, le ruisseau de Sarraute, le ruisseau de Tartifume et par divers petits cours d'eau, qui constituent un réseau hydrographique de 5 km de longueur totale,.
L'Arrats, d'une longueur totale de 162,1 km, prend sa source dans la commune de Lannemezan et s'écoule vers le nord. Il traverse la commune et se jette dans la Garonne à Saint-Loup, après avoir traversé 66 communes.

### Climat
Pour des articles plus généraux, voir Climat de l'Occitanie et Climat du Gers.
En 2010, le climat de la commune est de type climat océanique altéré, selon une étude s'appuyant sur une série de données couvrant la période 1971-2000. En 2020, Météo-France publie une typologie des climats de la France métropolitaine dans laquelle la commune est toujours exposée à un climat océanique altéré et est dans la région climatique Aquitaine, Gascogne, caractérisée par une pluviométrie abondante au printemps, modérée en automne, un faible ensoleillement au printemps, un été chaud (19,5 °C), des vents faibles, des brouillards fréquents en automne et en hiver et des orages fréquents en été (15 à 20 jours).
Pour la période 1971-2000, la température annuelle moyenne est de 12,9 °C, avec une amplitude thermique annuelle de 14,6 °C. Le cumul annuel moyen de précipitations est de 807 mm, avec 10 jours de précipitations en janvier et 6,4 jours en juillet. Pour la période 1991-2020, la température moyenne annuelle observée sur la station météorologique la plus proche, située sur la commune d'Auch à 18 km à vol d'oiseau, est de 13,5 °C et le cumul annuel moyen de précipitations est de 695,8 mm,. Pour l'avenir, les paramètres climatiques de la commune estimés pour 2050 selon différents scénarios d'émission de gaz à effet de serre sont consultables sur un site dédié publié par Météo-France en novembre 2022.

### Milieux naturels et biodiversité
L’inventaire des zones naturelles d'intérêt écologique, faunistique et floristique (ZNIEFF) a pour objectif de réaliser une couverture des zones les plus intéressantes sur le plan écologique, essentiellement dans la perspective d’améliorer la connaissance du patrimoine naturel national et de fournir aux différents décideurs un outil d’aide à la prise en compte de l’environnement dans l’aménagement du territoire.
Une ZNIEFF de type 1 est recensée sur la commune:
les « landes et coteaux d'Ornézan à Traversères » (1 609 ha), couvrant 7 communes du département et une ZNIEFF de type 2, : 
les « coteaux du Gers d'Aries-Espénan à Auch » (13 191 ha), couvrant 31 communes dont 28 dans le Gers et trois dans les Hautes-Pyrénées.

Carte des ZNIEFF de type 1 et 2 à Monferran-Plavès.
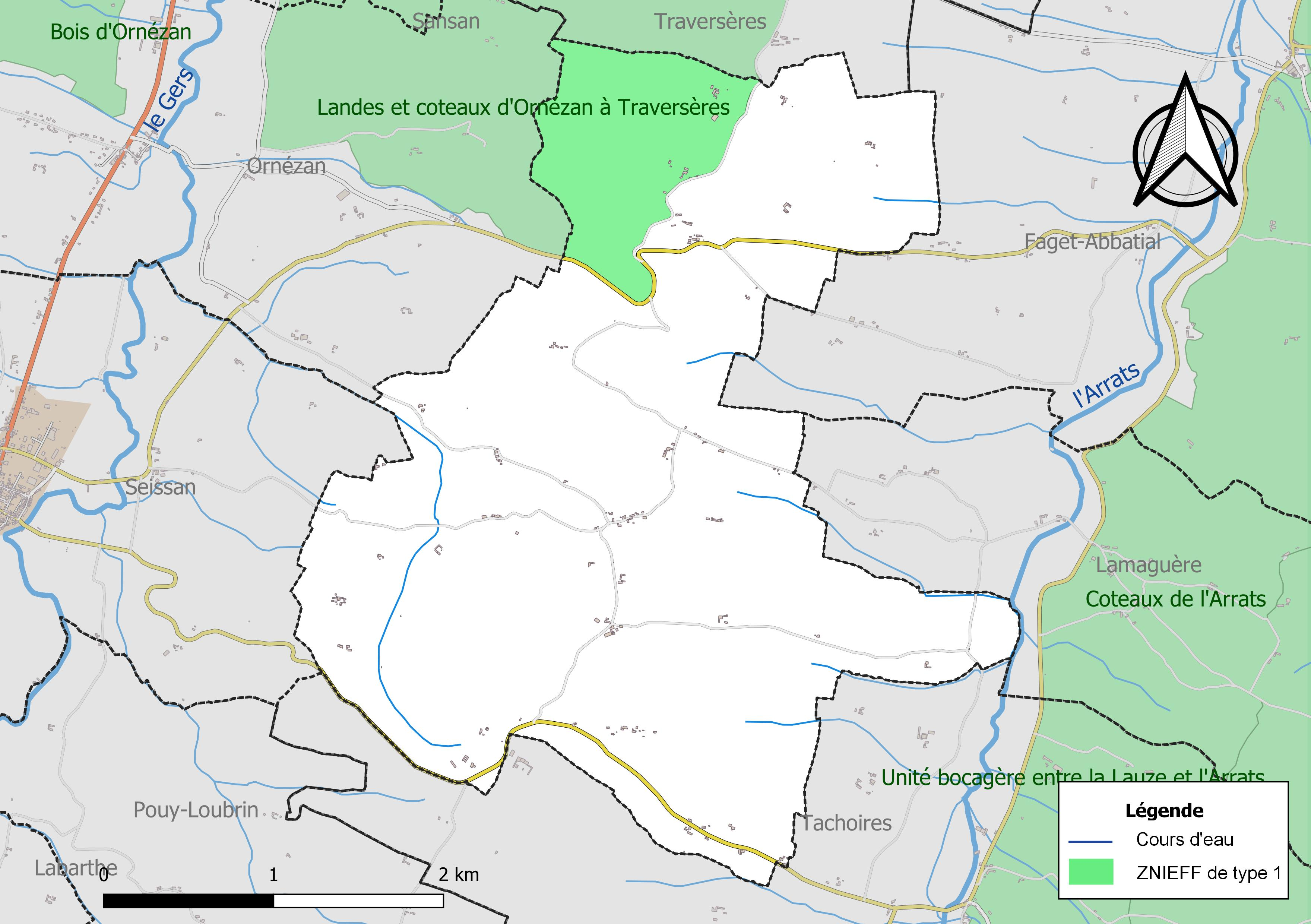
Carte de la ZNIEFF de type 1 sur la commune.
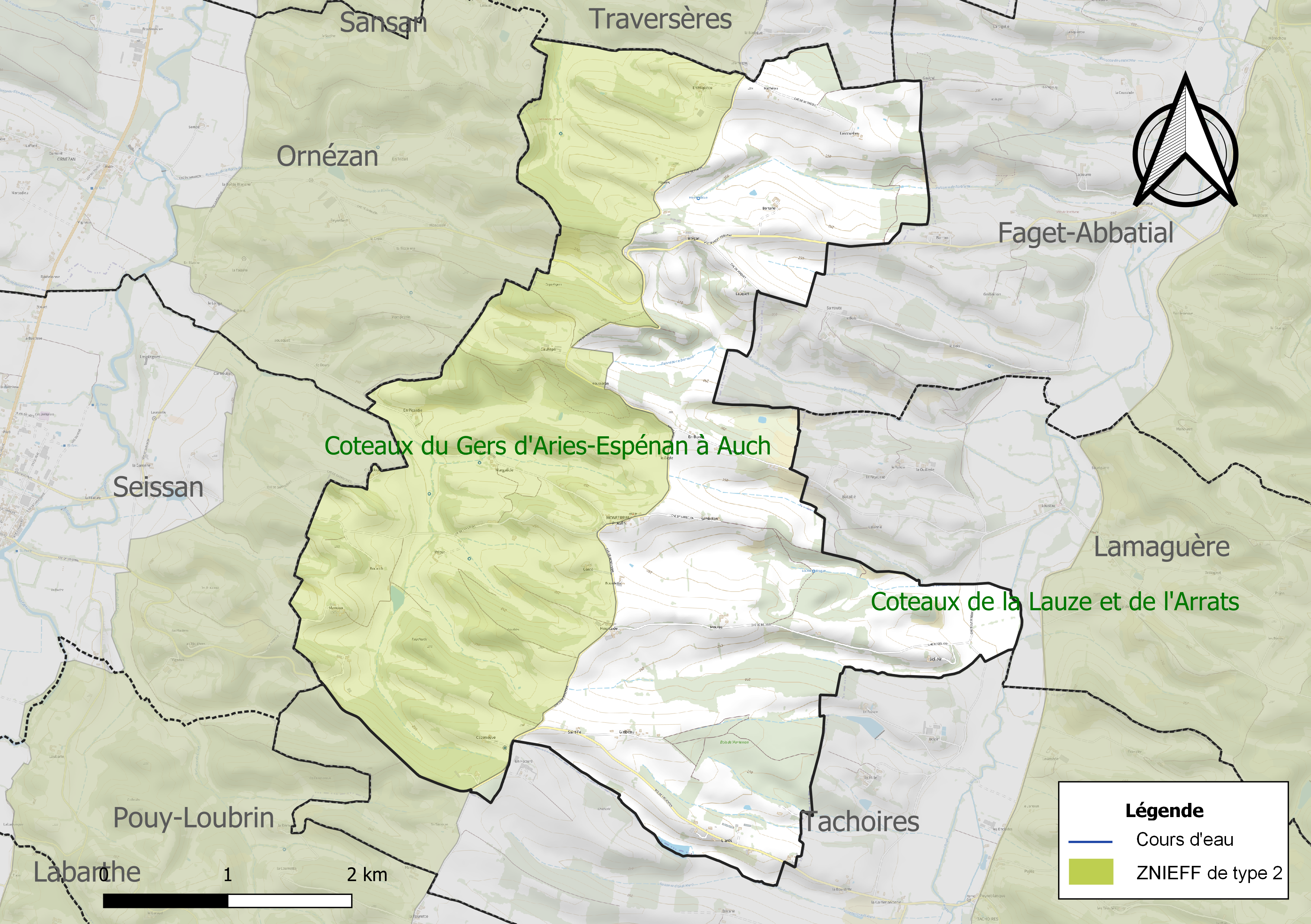
Carte de la ZNIEFF de type 2 sur la commune.

## Urbanisme

### Typologie
Au 1er janvier 2024, Monferran-Plavès est catégorisée commune rurale à habitat très dispersé, selon la nouvelle grille communale de densité à sept niveaux définie par l'Insee en 2022.
Elle est située hors unité urbaine. Par ailleurs la commune fait partie de l'aire d'attraction d'Auch, dont elle est une commune de la couronne,. Cette aire, qui regroupe 112 communes, est catégorisée dans les aires de 50 000 à moins de 200 000 habitants,.

### Occupation des sols
L'occupation des sols de la commune, telle qu'elle ressort de la base de données européenne d’occupation biophysique des sols Corine Land Cover (CLC), est marquée par l'importance des territoires agricoles (81,1 % en 2018), une proportion identique à celle de 1990 (81,1 %). La répartition détaillée en 2018 est la suivante : 
zones agricoles hétérogènes (45 %), prairies (30 %), forêts (18,9 %), terres arables (6 %). L'évolution de l’occupation des sols de la commune et de ses infrastructures peut être observée sur les différentes représentations cartographiques du territoire : la carte de Cassini (XVIIIe siècle), la carte d'état-major (1820-1866) et les cartes ou photos aériennes de l'IGN pour la période actuelle (1950 à aujourd'hui).

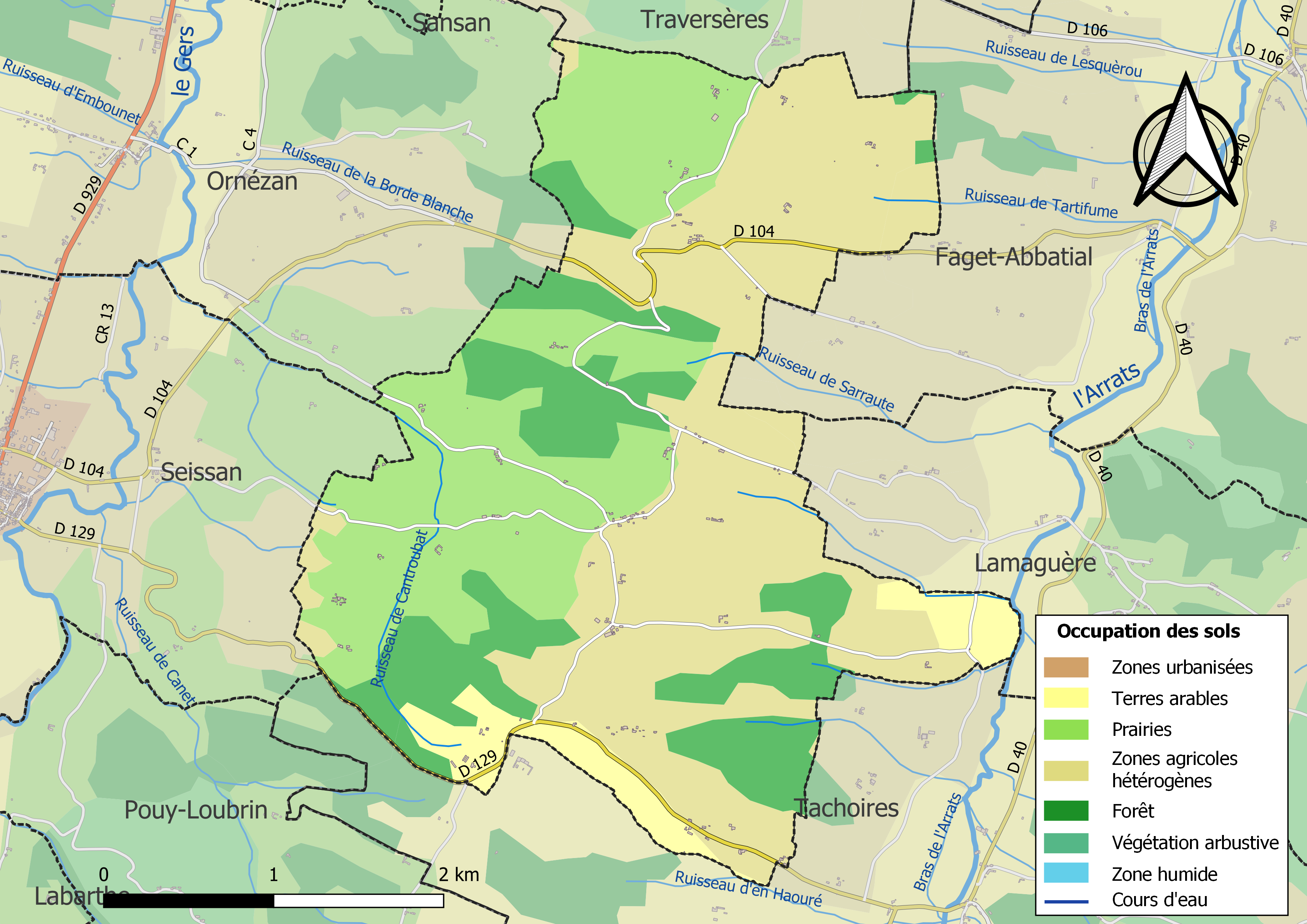
Carte des infrastructures et de l'occupation des sols de la commune en 2018 (CLC).

### Risques majeurs
Le territoire de la commune de Monferran-Plavès est vulnérable à différents aléas naturels : météorologiques (tempête, orage, neige, grand froid, canicule ou sécheresse) et séisme (sismicité faible). Un site publié par le BRGM permet d'évaluer simplement et rapidement les risques d'un bien localisé soit par son adresse soit par le numéro de sa parcelle.

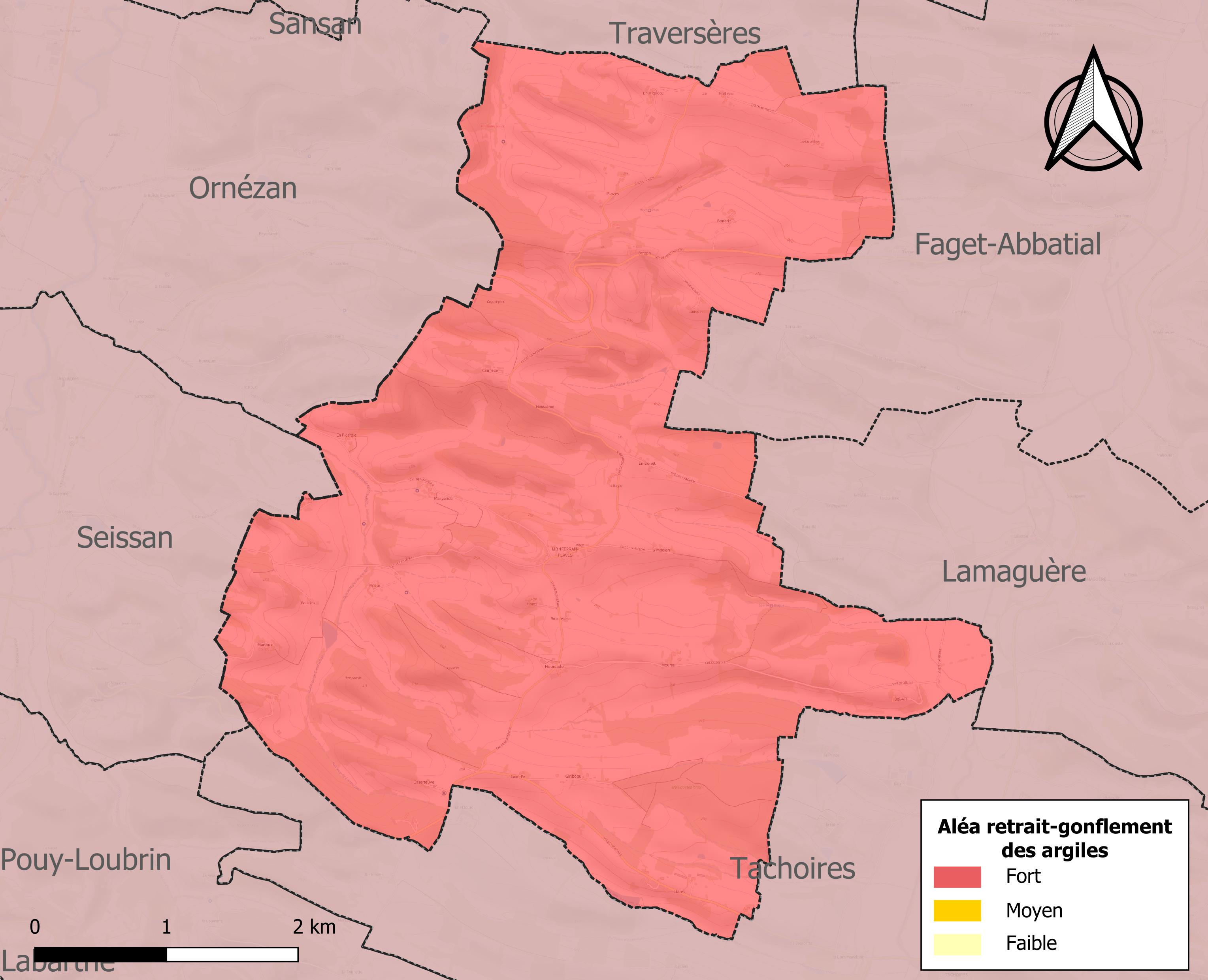
Carte des zones d'aléa retrait-gonflement des sols argileux de Monferran-Plavès.

Le retrait-gonflement des sols argileux est susceptible d'engendrer des dommages importants aux bâtiments en cas d’alternance de périodes de sécheresse et de pluie. La totalité de la commune est en aléa moyen ou fort (94,5 % au niveau départemental et 48,5 % au niveau national). Sur les 73 bâtiments dénombrés sur la commune en 2019, 73 sont en aléa moyen ou fort, soit 100 %, à comparer aux 93 % au niveau départemental et 54 % au niveau national. Une cartographie de l'exposition du territoire national au retrait gonflement des sols argileux est disponible sur le site du BRGM,.
Par ailleurs, afin de mieux appréhender le risque d’affaissement de terrain, l'inventaire national des cavités souterraines permet de localiser celles situées sur la commune.
La commune a été reconnue en état de catastrophe naturelle au titre des dommages causés par les inondations et coulées de boue survenues en 1999 et 2009. Concernant les mouvements de terrains, la commune a été reconnue en état de catastrophe naturelle au titre des dommages causés par la sécheresse en 1989, 2002 et 2011 et par des mouvements de terrain en 1999.

## Histoire

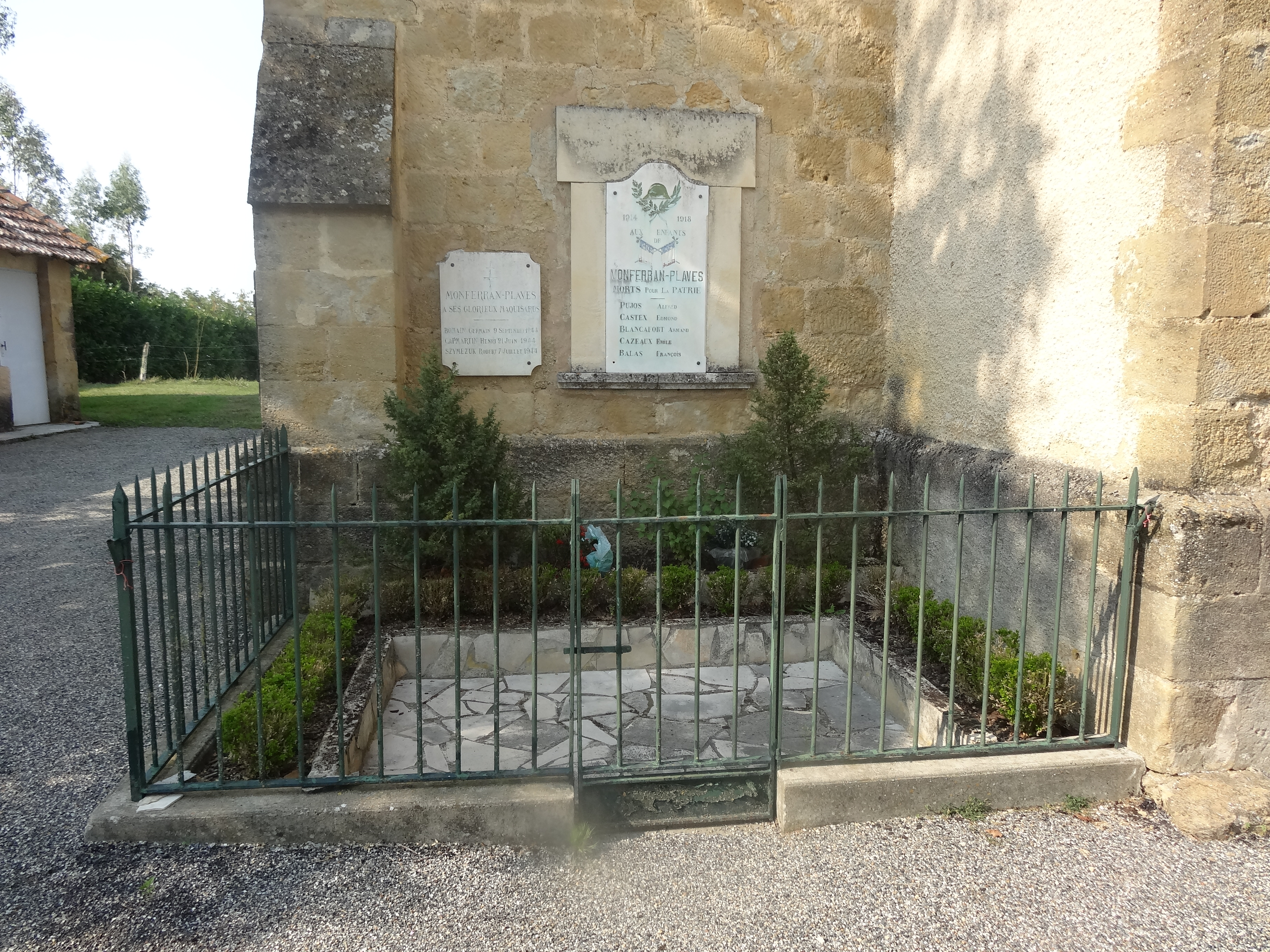
Monument aux morts.

Monferran d’Astarac et Plavès ont fusionné par ordonnance royale le 22 février 1822 pour ne former qu’une commune. Le chef-lieu étant Monferran, la commune prend le nom de Monferran-Plavès.
Deux mottes castrales sont à l’origine des deux villages. L’une à l’ouest de l’église Saint-Barthélémy de Monferran, l’autre à l’ouest de Saint-Blaise de Plavès.
Au XIIIe et XVe siècles, les terres appartenaient aux Lagossan, puis aux comtes d’Astarac. En 1632, Monferran était un archiprêtré dont dépendaient cinq cures et trois annexes.

### Administration municipale

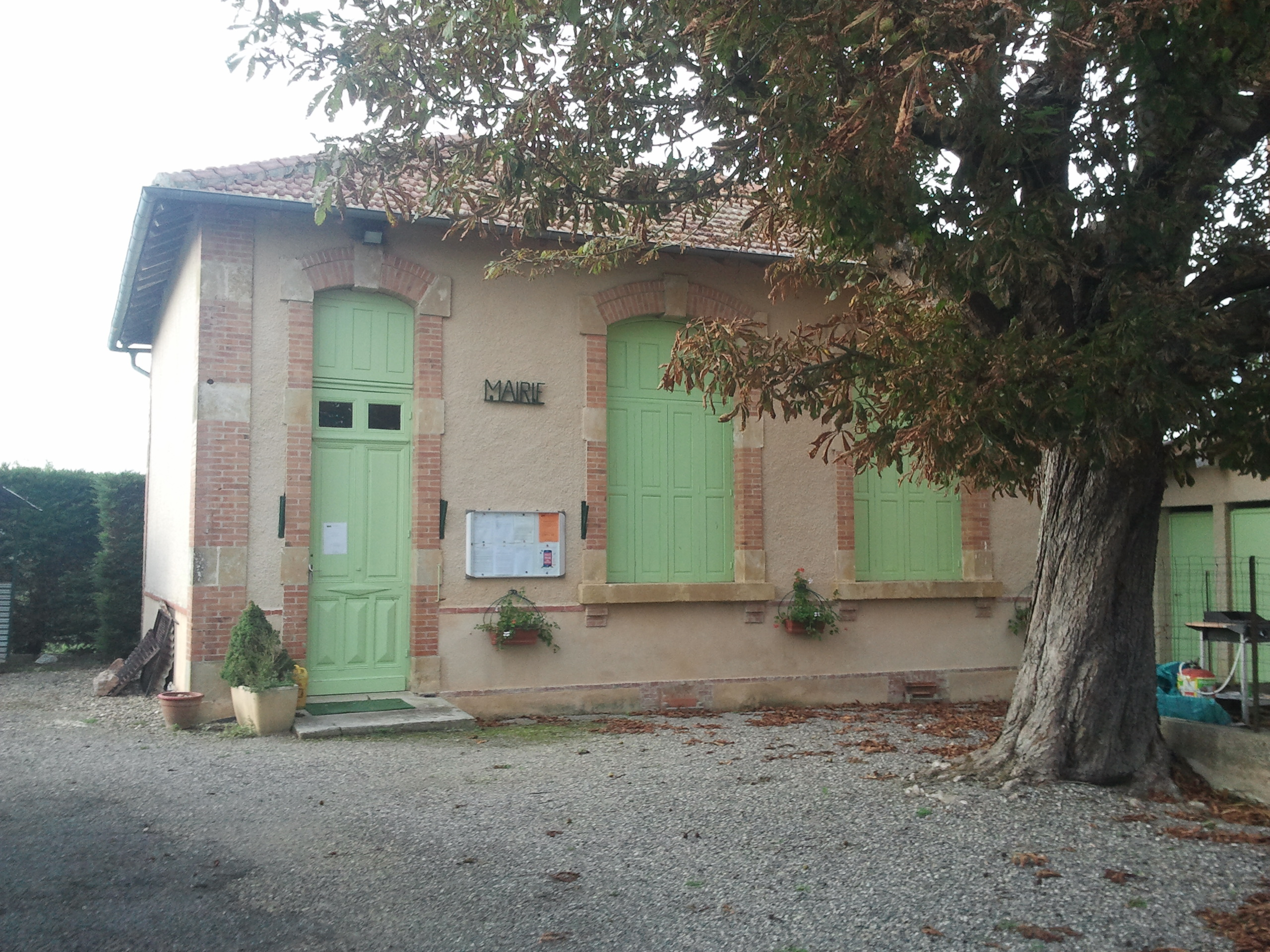
La mairie en 2015 avant travaux.

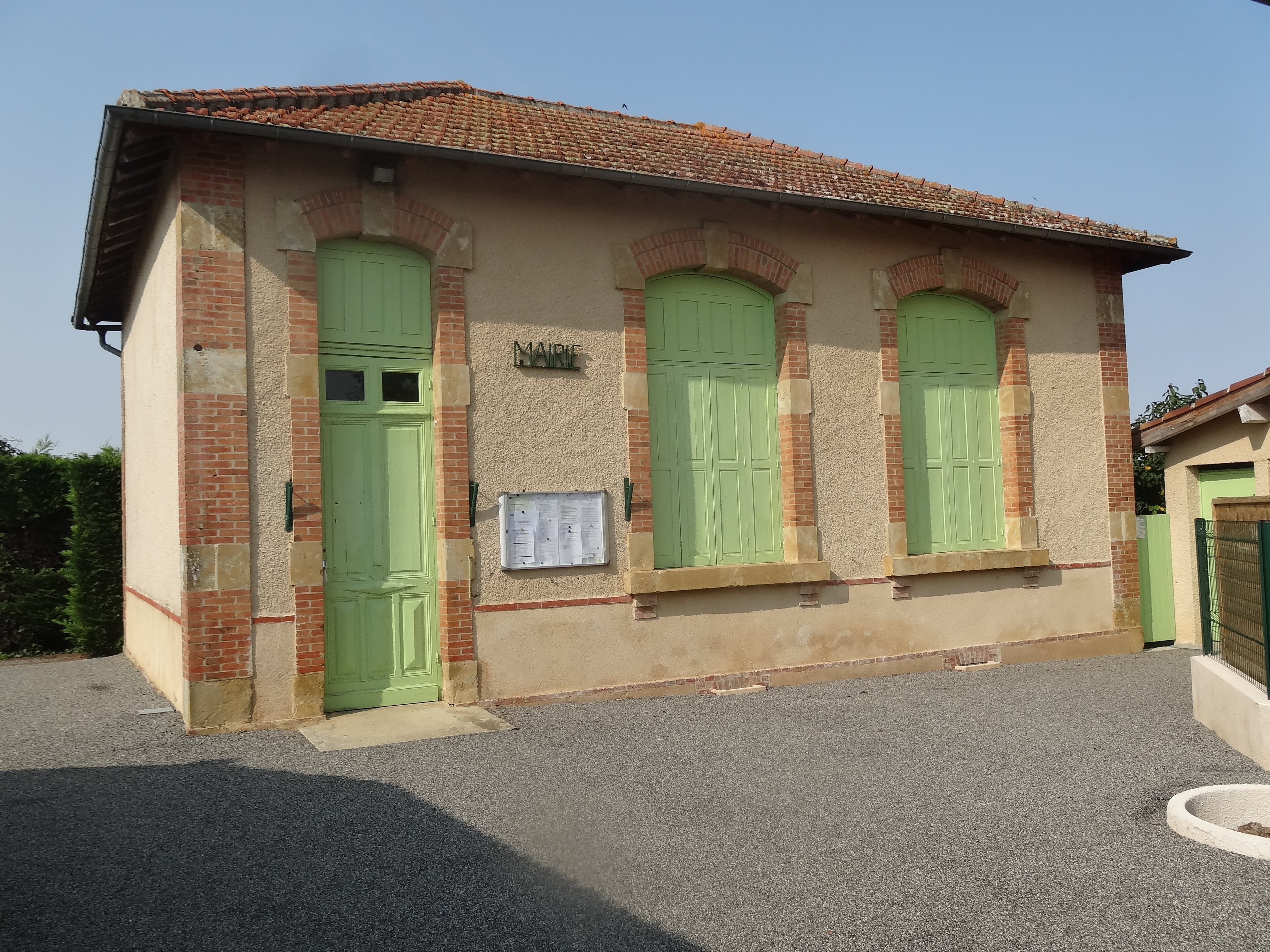
La mairie en 2017 après travaux.

## Politique et administration

### Liste des maires
| Période   | Période  | Identité                    | Étiquette | Qualité |
| --------- | -------- | --------------------------- | --------- | ------- |
| 1792      | 1795     | Jean Campardon              |           |         |
| 1795      | 1797     | Jean-pierre Blancafort      |           |         |
| 1797      | 1798     | Joseph Prieur               |           |         |
| 1798      | 1800     | François Salamon            |           |         |
| 1800      | 1804     | Jean-pierre Blancafort      |           |         |
| 1804      | 1822     | Jean Campardon              |           |         |
| 1822      | 1826     | Jean Campardon              |           |         |
| 1826      | 1835     | Barthélémy Prieur           |           |         |
| 1835      | 1838     | Jean Campardon              |           |         |
| 1838      | 1840     | Joseph Pujos                |           |         |
| 1840      | 1843     | Augustin Campardon          |           |         |
| 1843      | 1847     | Joseph Blancafort           |           |         |
| 1847      | 1848     | Jean-jacques Cyprien Maigné |           |         |
| 1848      | 1852     | Barthélémy Prieur           |           |         |
| 1852      | 1865     | Jean-jacques Cyprien Maigné |           |         |
| 1865      | 1870     | Augustin Campardon          |           |         |
| 1870      | 1874     | Louis Blanquefort           |           |         |
| 1874      | 1878     | Louis Cabiran               |           |         |
| 1878      | 1881     | Dominique Blancafort        |           |         |
| 1881      | 1882     | François Monferran          |           |         |
| 1882      | 1894     | Henri Bataille              |           |         |
| 1894      | 1925     | Clément Blancafort          |           |         |
| 1925      | 1945     | Jean-marie Dulerm           |           |         |
| 1945      | 1948     | Marcel Loubens              |           |         |
| 1948      | 1970     | Julien Bataille             |           |         |
| 1970      | 1989     | Marcel Aurignac             |           |         |
| 1989      | 1995     | Michel Dattas               |           |         |
| 1995      | 2007     | Marius Luchetta             |           |         |
| mars 2007 | 2020     | Alban Bataille              |           |         |
| 2020      | En cours | Pierre Michelin             |           |         |

## Population et société

### Démographie
| 1793 | 1800 | 1806 | 1821 | 1831 | 1841 | 1846 | 1851 | 1856 |
| ---- | ---- | ---- | ---- | ---- | ---- | ---- | ---- | ---- |
| 194  | 218  | 234  | 239  | 312  | 321  | 368  | 270  | 302  |

| 1861 | 1866 | 1872 | 1876 | 1881 | 1886 | 1891 | 1896 | 1901 |
| ---- | ---- | ---- | ---- | ---- | ---- | ---- | ---- | ---- |
| 277  | 285  | 244  | 248  | 258  | 239  | 238  | 236  | 224  |

| 1906 | 1911 | 1921 | 1926 | 1931 | 1936 | 1946 | 1954 | 1962 |
| ---- | ---- | ---- | ---- | ---- | ---- | ---- | ---- | ---- |
| 228  | 214  | 186  | 188  | 208  | 204  | 176  | 160  | 158  |

| 1968 | 1975 | 1982 | 1990 | 1999 | 2004 | 2006 | 2009 | 2014 |
| ---- | ---- | ---- | ---- | ---- | ---- | ---- | ---- | ---- |
| 131  | 110  | 111  | 119  | 111  | 129  | 129  | 125  | 121  |

| 2019 | 2022 | - | - | - | - | - | - | - |
| ---- | ---- | - | - | - | - | - | - | - |
| 113  | 107  | - | - | - | - | - | - | - |

### Enseignement

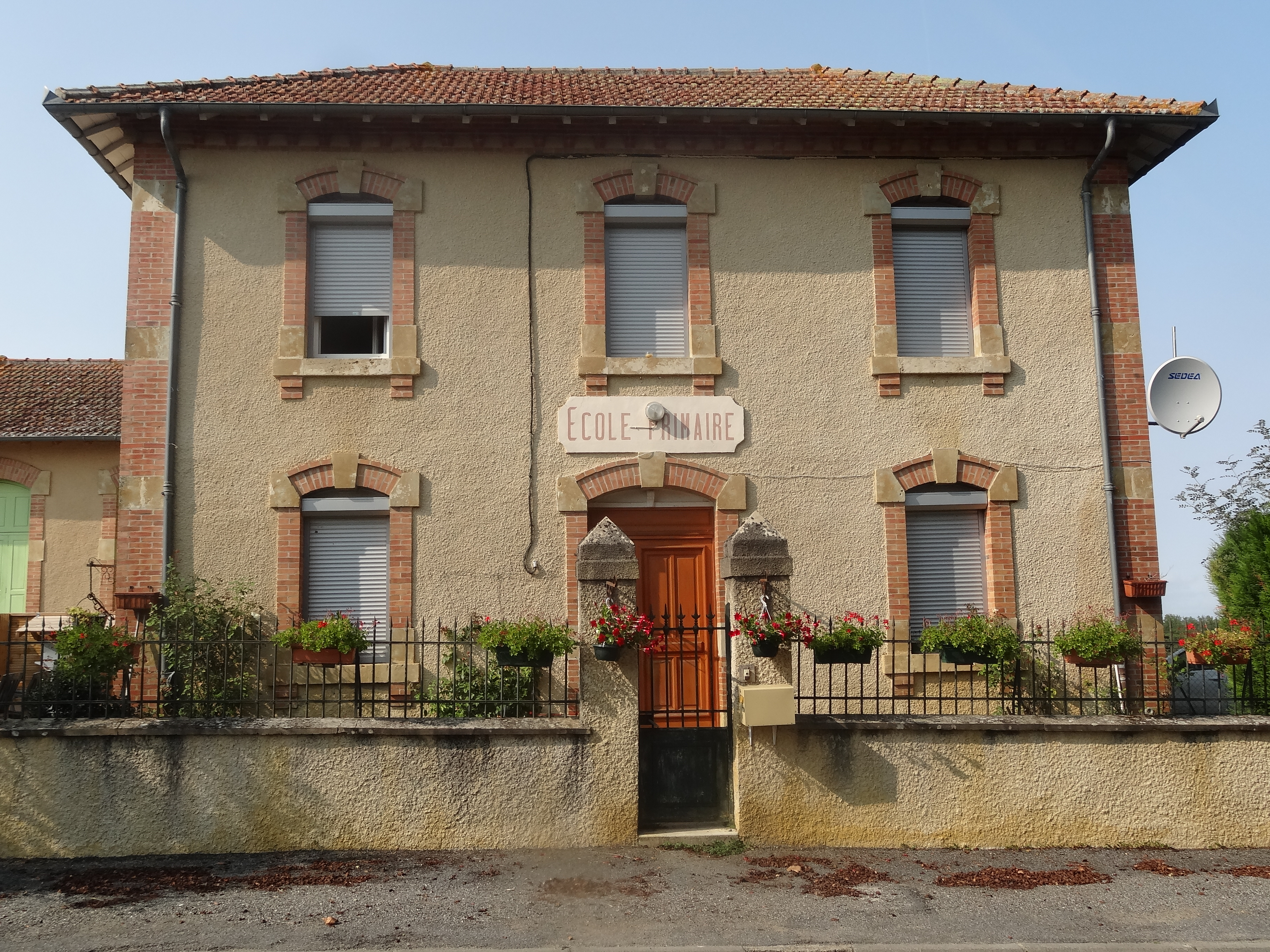
L'ancienne école.

Il n'y a plus d'école à Monferran-Plavès.

### Manifestations culturelles et festivités

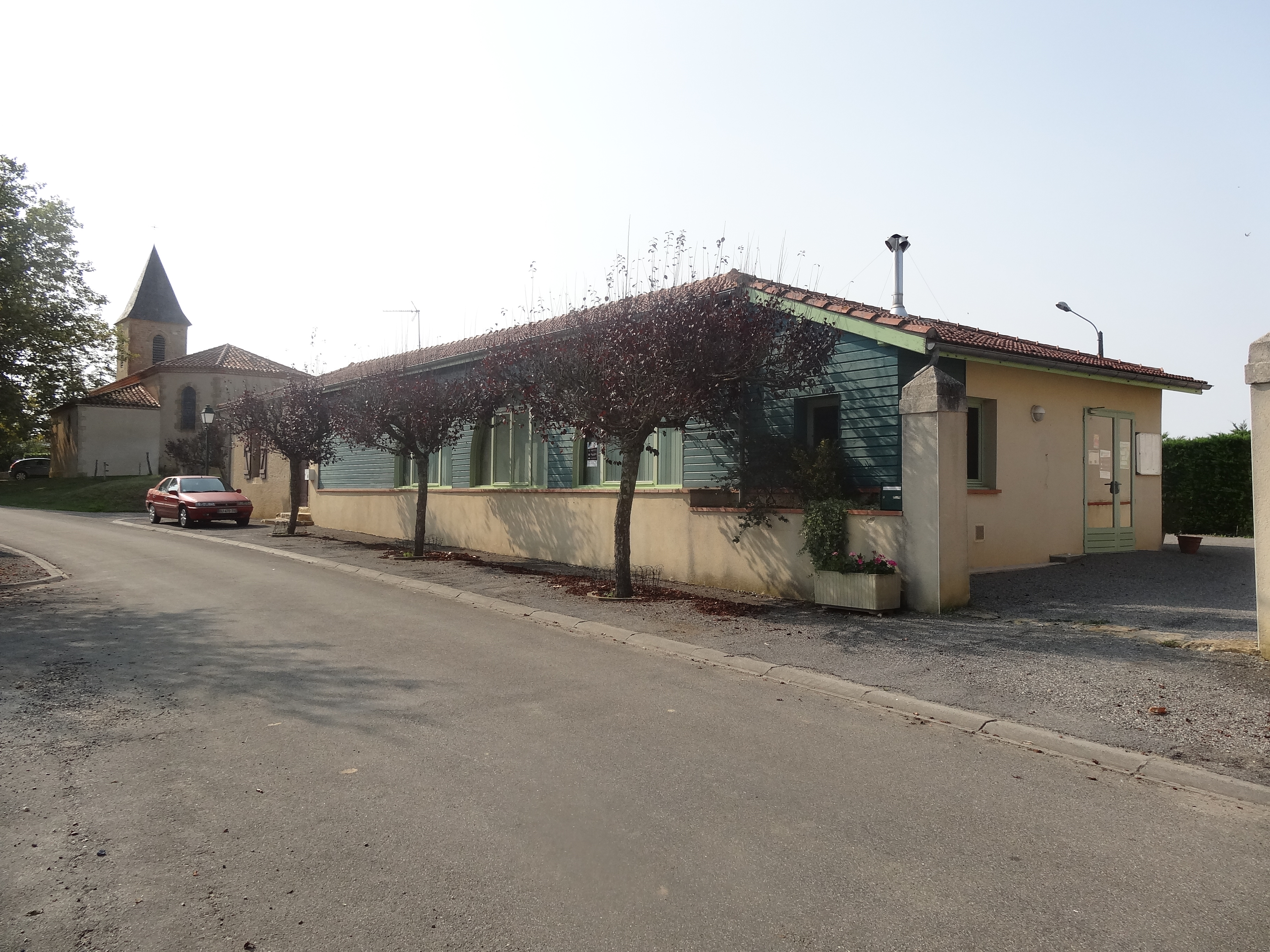
La salle des fêtes.

- Fête patronale : 24 août[26].

## Économie

### Emploi
|                | 2008  | 2013   | 2018  |
| -------------- | ----- | ------ | ----- |
| Commune        | 4,3 % | 10,3 % | 9,4 % |
| Département    | 6,1 % | 7,5 %  | 8,2 % |
| France entière | 8,3 % | 10 %   | 10 %  |

En 2018, la population âgée de 15 à 64 ans s'élève à 66 personnes, parmi lesquelles on compte 75 % d'actifs (65,6 % ayant un emploi et 9,4 % de chômeurs) et 25 % d'inactifs,. En  2018, le taux de chômage communal (au sens du recensement) des 15-64 ans est supérieur à celui du département, mais inférieur à celui de la France, alors qu'il était inférieur à celui du département et de la France en 2008.
La commune fait partie de la couronne de l'aire d'attraction d'Auch, du fait qu'au moins 15 % des actifs travaillent dans le pôle,. Elle compte 15 emplois en 2018, contre 24 en 2013 et 19 en 2008. Le nombre d'actifs ayant un emploi résidant dans la commune est de 46, soit un indicateur de concentration d'emploi de 33,2 % et un taux d'activité parmi les 15 ans ou plus de 47,7 %.
Sur ces 46 actifs de 15 ans ou plus ayant un emploi, 11 travaillent dans la commune, soit 24 % des habitants. Pour se rendre au travail, 77,8 % des habitants utilisent un véhicule personnel ou de fonction à quatre roues, 4,4 % s'y rendent en deux-roues, à vélo ou à pied et 17,8 % n'ont pas besoin de transport (travail au domicile).

### Activités hors agriculture
6 établissements sont implantés  à Monferran-Plavès au 31 décembre 2019.
Le secteur des activités spécialisées, scientifiques et techniques et des activités de services administratifs et de soutien est prépondérant sur la commune puisqu'il représente 33,3 % du nombre total d'établissements de la commune (2 sur les 6 entreprises implantées  à Monferran-Plavès), contre 14,4 % au niveau départemental.

### Agriculture
|               | 1988 | 2000 | 2010 | 2020 |
| ------------- | ---- | ---- | ---- | ---- |
| Exploitations | 26   | 16   | 15   | 9    |
| SAU (ha)      | 676  | 688  | 632  | 574  |

La commune est dans les « Coteaux du Gers », une petite région agricole occupant l'est du département du Gers. En 2020, l'orientation technico-économique de l'agriculture sur la commune est la polyculture et/ou le polyélevage. Neuf exploitations agricoles ayant leur siège dans la commune sont dénombrées lors du recensement agricole de 2020 (26 en 1988). La superficie agricole utilisée est de 574 ha,,.

## Culture locale et patrimoine

### Lieux et monuments
Les éléments notables du patrimoine de Monferran-Plavès sont les suivants :
- Église Saint-Barthélémy de Monferran, de style néo-gothique, construite au XIXe siècle à l'emplacement de l'ancienne église ;
- Chapelle Saint-Blaise de Plavès ;
- Oratoire Notre-Dame-de-la-Pitié de Plavès, construit en 1867, cet ancien lieu de pèlerinage est situé à 400 m à l'est de l'église de Plavès ;
- Château de Monferran. Un château ruiné figure sur la carte de Cassini, et une forteresse entourée de fossés est mentionnée dans le cadastre de 1765[30],[31]. Aucun vestige de l'ancien château n'est aujourd'hui visible en élévation ;
- Motte castrale de Plavès. Les soubassements de la motte subsistent à proximité de la chapelle de Plavès.

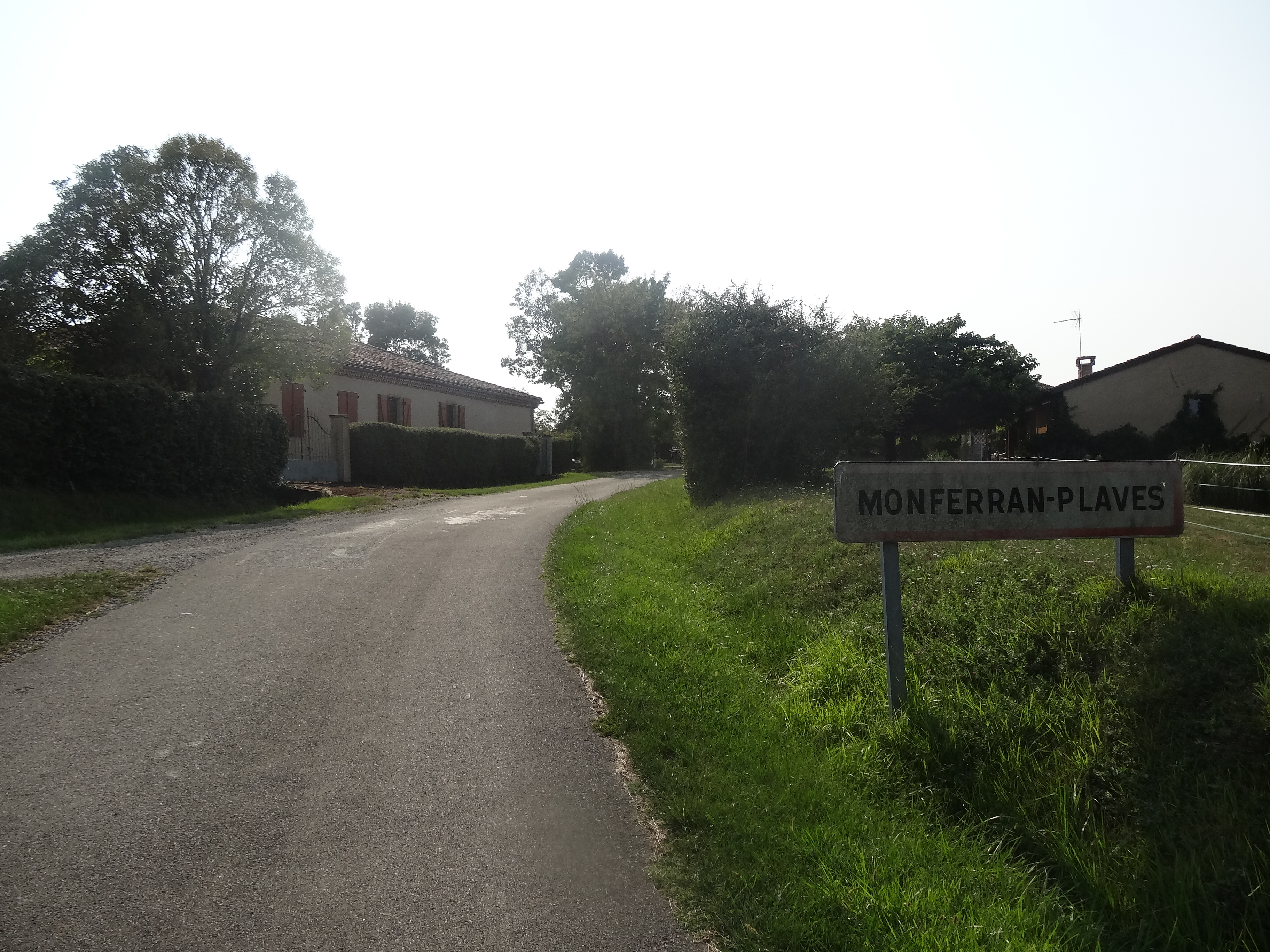
L'entrée est du village.
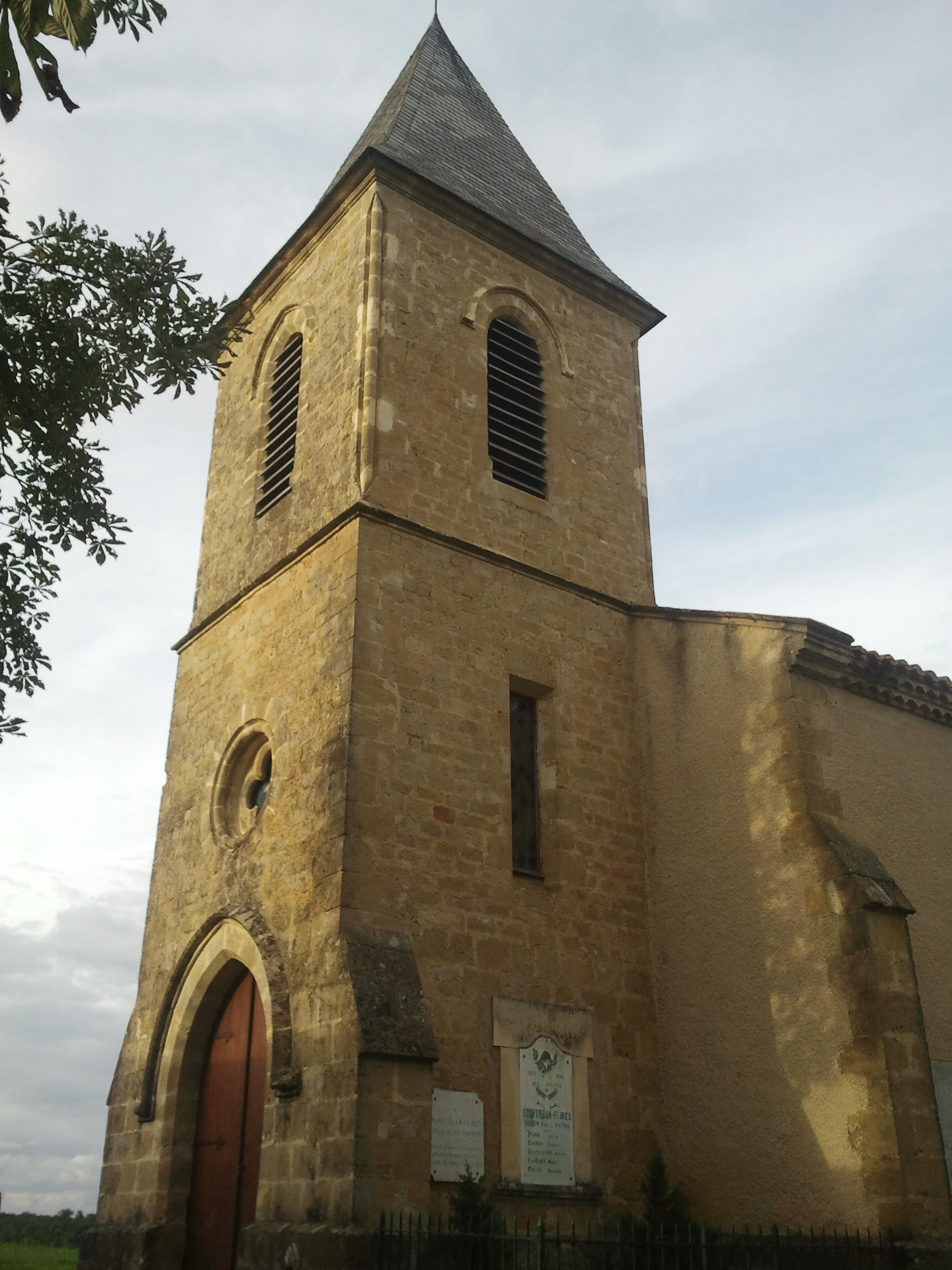
L'église Saint-Barthélemy.
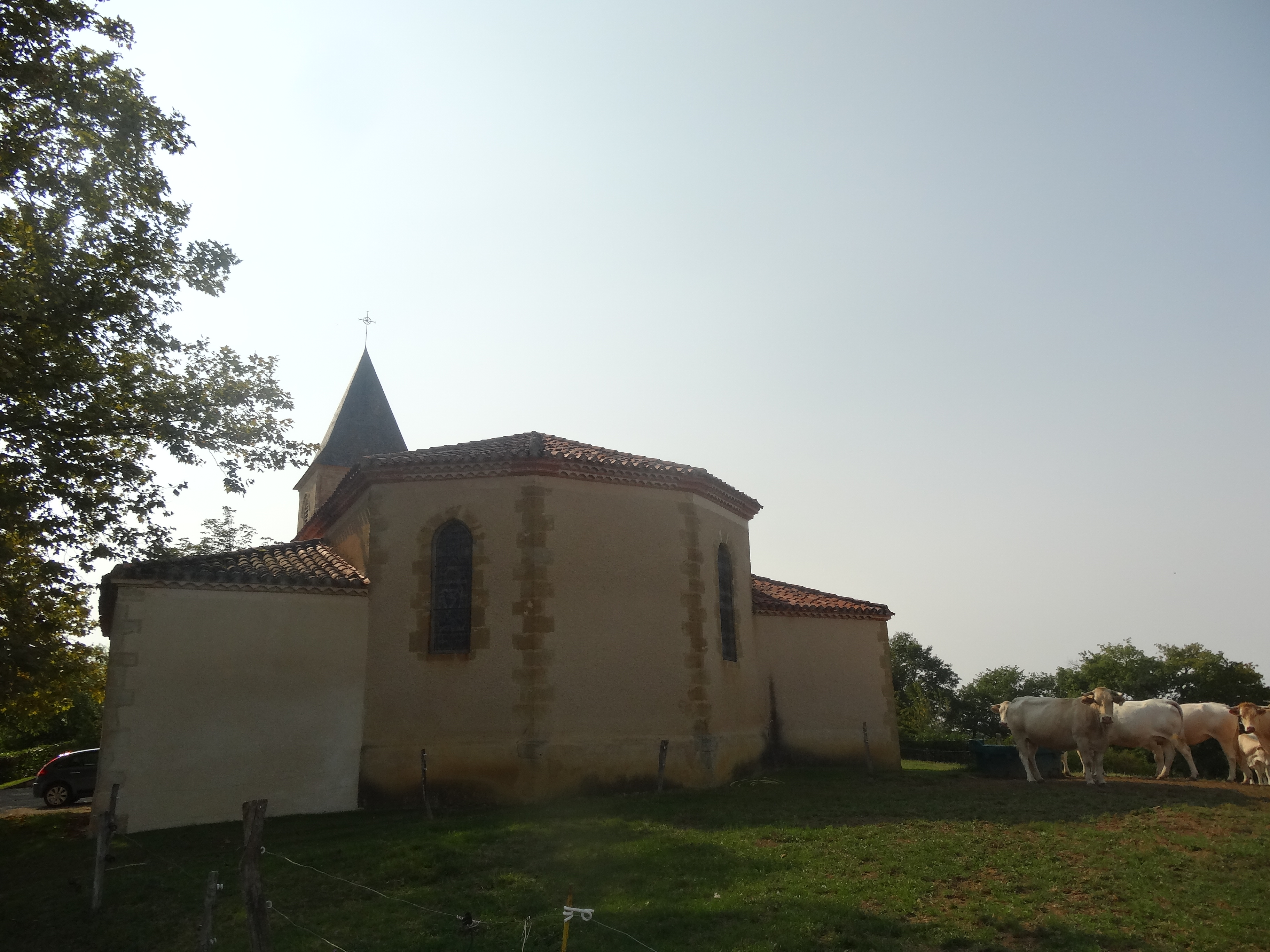
Vue sur le chevet de l'église.
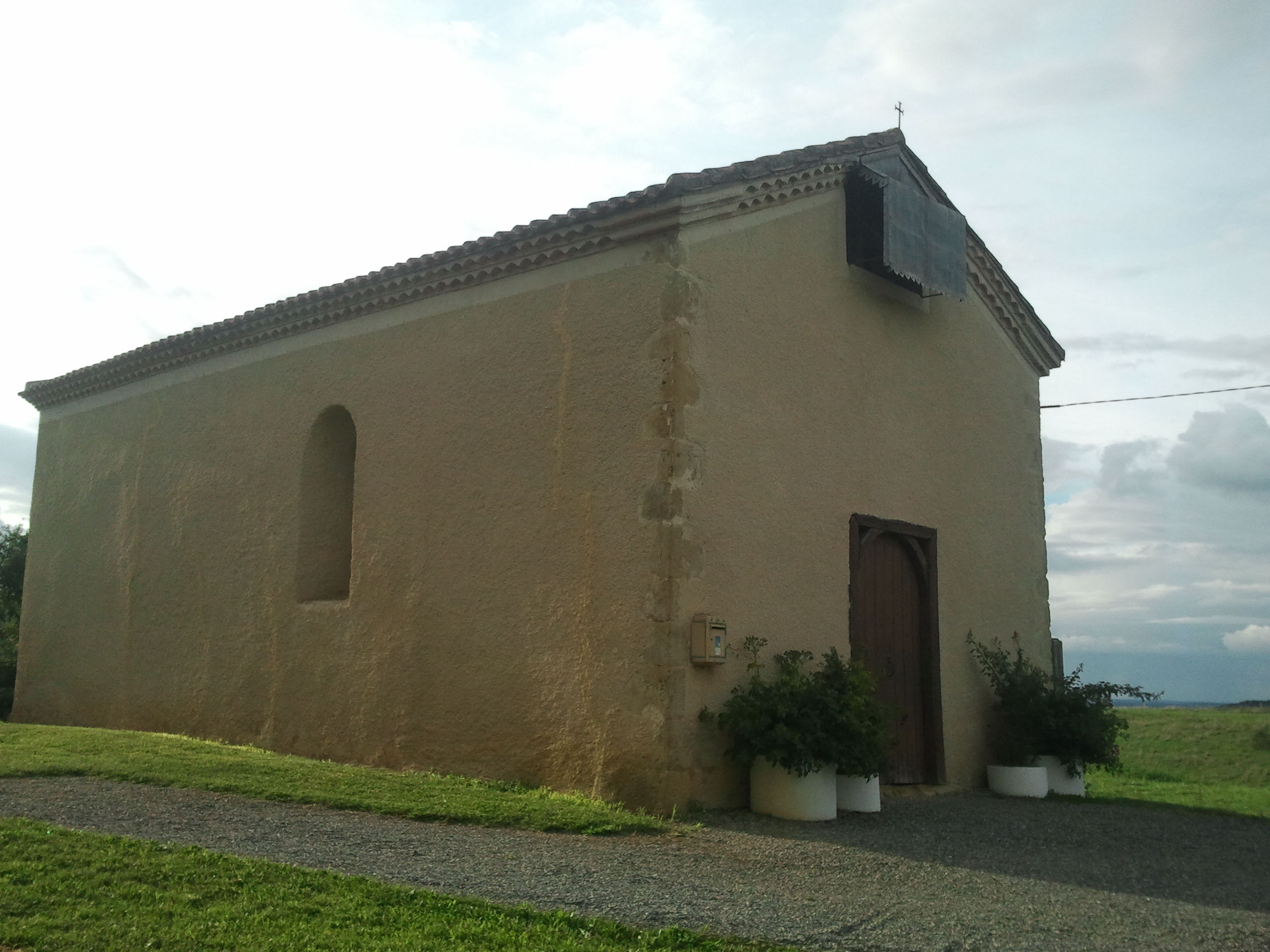
La chapelle Saint-Blaise.
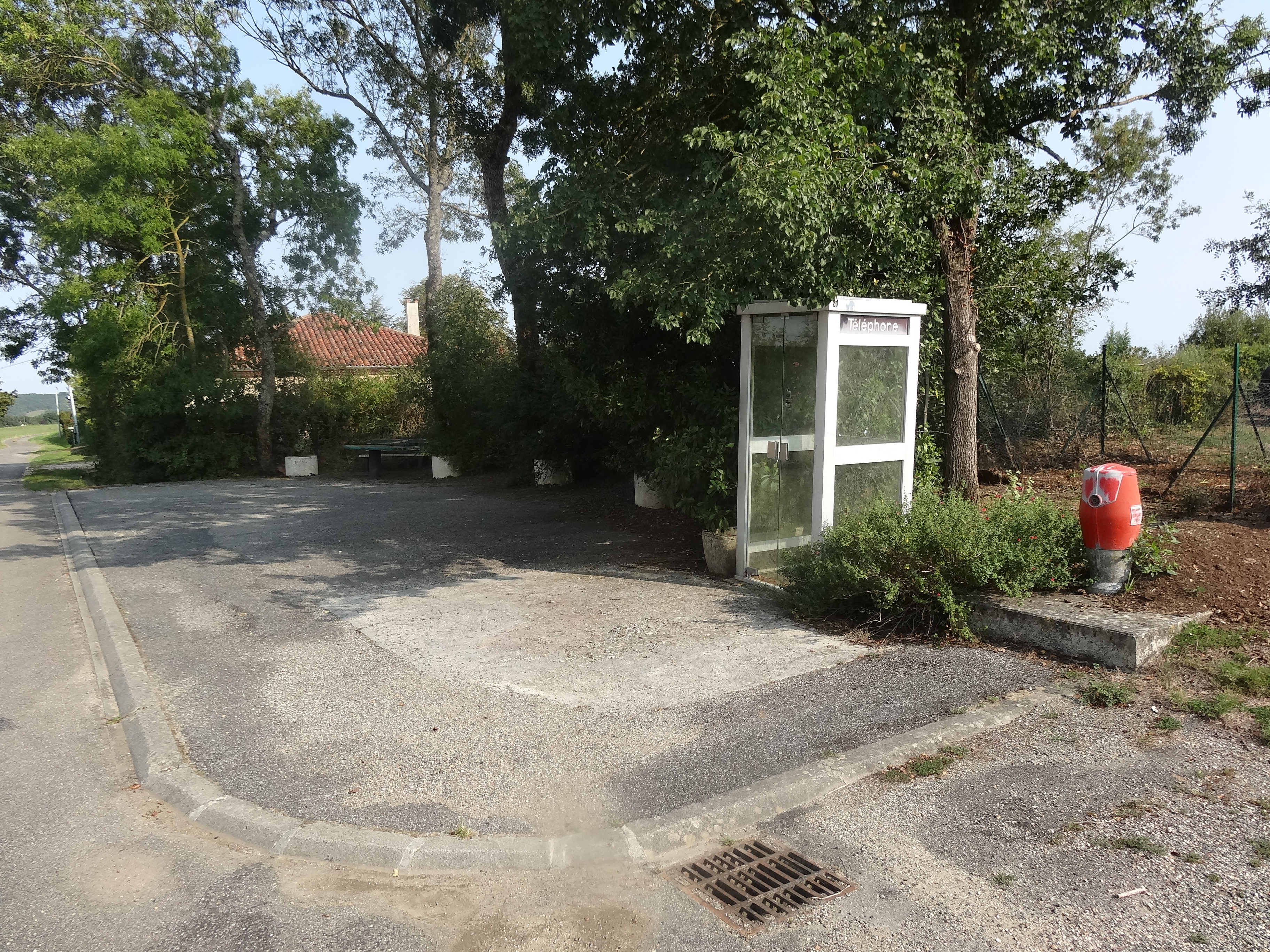
Cabine téléphonique et table.
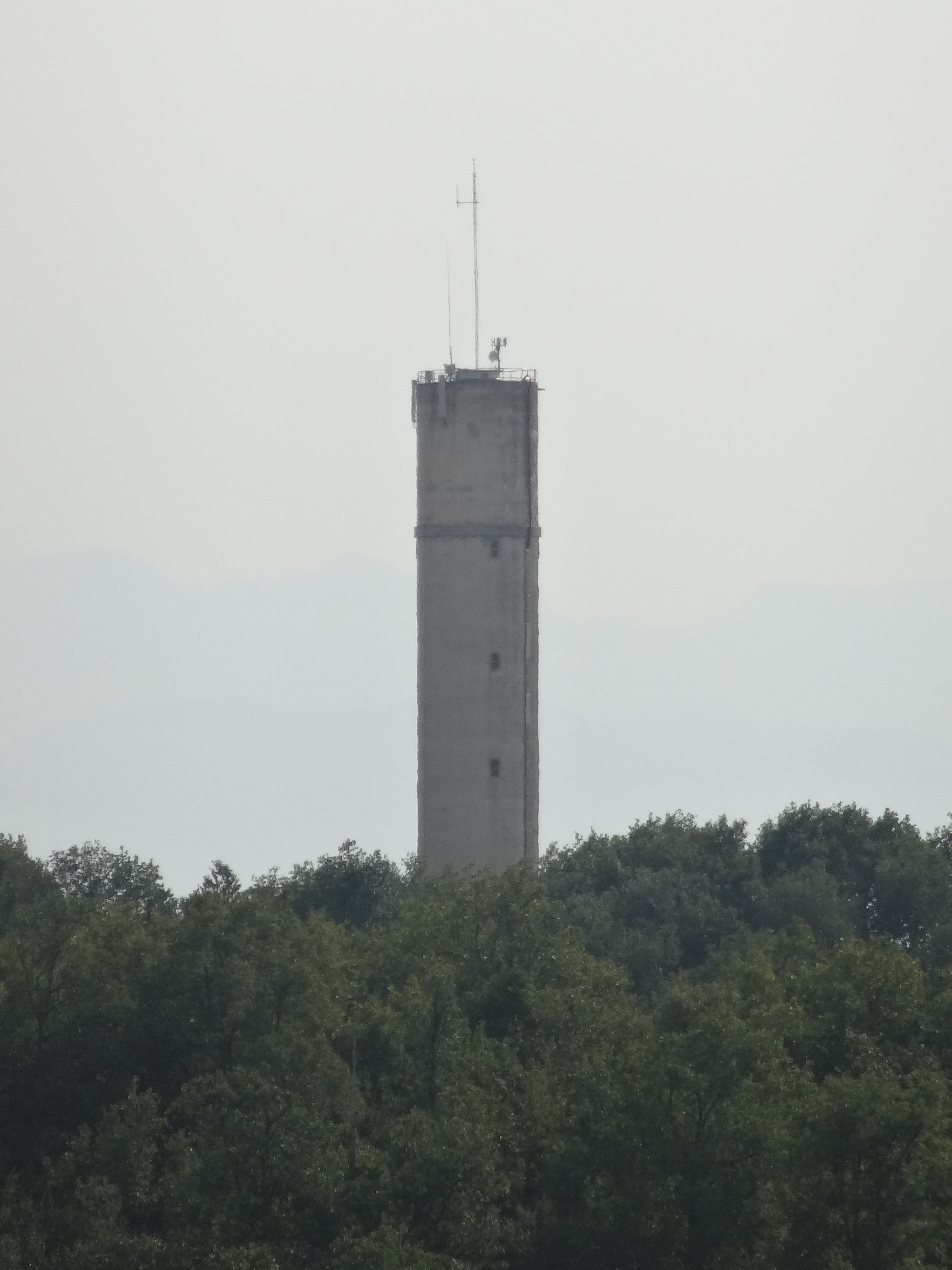
Château d'eau situé au sud du village.